# Magyar Emléklapok
A Magyar Emléklapok az 1848–49-es forradalom és szabadságharc után, 1850-ben megjelent „történeti és szépirodalmi közlöny” volt. Jeles íróink közreműködésével szerkesztette Szilágyi Sándor, kiadta Landerer és Heckenast Pesten. 1850 első felében megjelent hat havi füzete, majd Szilágyi Sándor maga adta ki ezt a folyóiratot; ennek új folyamából (1850) azonban csak az első füzet jelenhetett meg, mert a példányok nagy részét a rendőrség elkobozta és a vállalatot betiltotta. Ennek folytatása volt a Magyar Írók Füzetei, amely szintén Szilágyi Sándor kiadásában és szerkesztése alatt jelent meg 1850 második felében; ebből is csak négy füzet jelent meg, mert ezt is betiltották. (Ezen négy füzet, Magyar Írók Albuma címmel külön is megjelent.) Folytatása volt a Pesti Röpívek.

## Külső hivatkozások
- A Magyar Emléklapok digitalizált állománya a REAL-J-ben